# Monosomie
 (février 2013).
Si vous disposez d'ouvrages ou d'articles de référence ou si vous connaissez des sites web de qualité traitant du thème abordé ici, merci de compléter l'article en donnant les références utiles à sa vérifiabilité et en les liant à la section « Notes et références ».
La monosomie est un cas particulier d'aneuploïdie. Le caryotype d'une cellule montre le nombre normal de chromosomes pour l'espèce moins un. Normalement le nombre de chromosomes d'une cellule est pair (pour un certain nombre d'êtres vivants, par exemple les oiseaux, les primates, etc.), mais dans le cas d'une monosomie, il manque un chromosome. L'une des paires est alors représentée par un simplet de chromosome (au lieu d'un doublet).
Pour l'espèce humaine, toute monosomie autosomique totale ou gonosomique 45,Y0 est létale in utero, l'embryon est éliminé dans les premiers stades de la vie embryonnaire. Seule la monosomie 45,X0 (monosomie gonosomique) est viable et est responsable du syndrome de Turner.
Le défaut d'un chromosome peut avoir de graves conséquences sur le développement embryonnaire, la santé, voire l'existence de l'individu atteint. Si cet événement a lieu dans une lignée cellulaire précise, elle peut aussi provoquer ou favoriser des cancers, comme la monosomie 7 dans les syndromes myélodysplasiques.

## Origine d'une monosomie
La monosomie trouve souvent sa cause dans une erreur lors de la méiose qui vise à générer des gamètes nécessaire à la création d'une cellule-œuf (zygote).

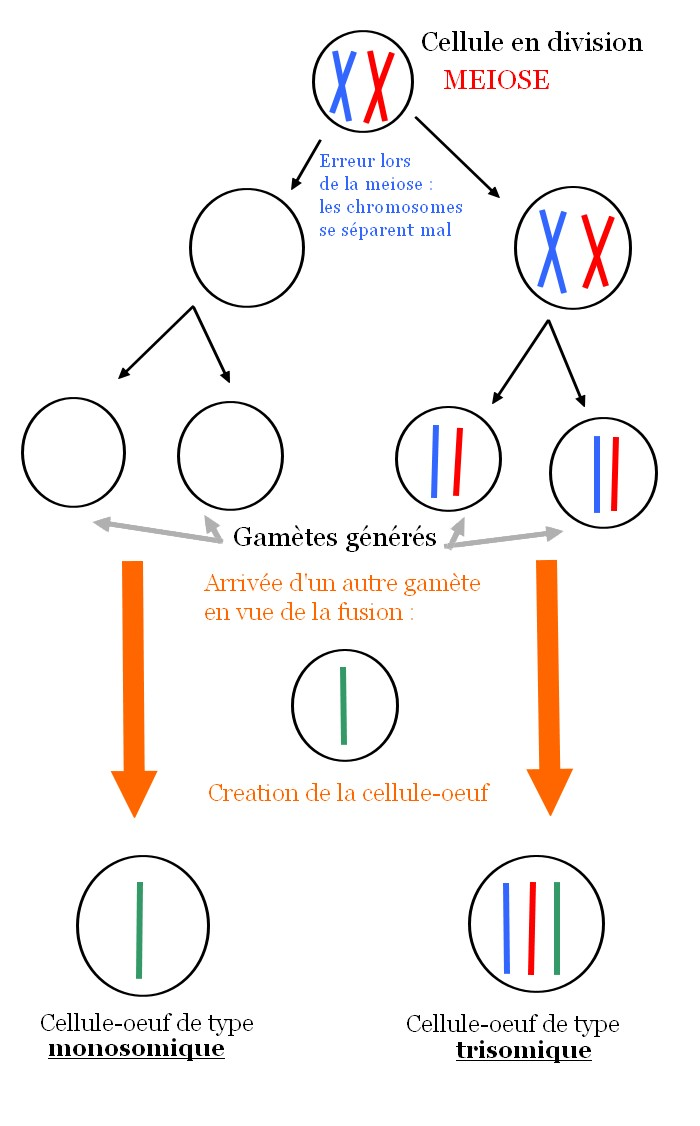
Les cellules-œufs de type monosomique ou trisomique pour un chromosome donné résultent de la même erreur.

Les chromosomes sont mal séparés lors de la méiose I. De ce fait, deux cellules sur quatre manquent de certains chromosomes. Par la suite, après la fécondation, seul le gamète venant du partenaire apportera de l'information génétique. Par conséquent, une des paires de chromosomes du descendant ne sera pas complétée. Une monosomie peut intervenir sur n'importe quelle paire de chromosomes.

## Exemples de monosomie
Le syndrome de Turner se caractérise par une monosomie portant sur les chromosomes sexuels (il n'y a qu'un seul chromosome X).